# Піор Затвірник
Піор Затвірник або Піор Печерський — український православний святий, Києво-Печерський чернець.

## Життєпис
Преподобний Піор жив у XIII ст., відбував чернечий подвиг у Печерському монастирі. Невідомо коли і де він народився. 
Святий відзначався суворим постом та працелюбством і в цьому послужив прикладом для інших ченців. В цитованій збірці про нього сказано: "преподобний Піор затвірник, затворив себе в темній печері, не бажаючи дивитися на спокусу і суєту світу цього, за що заслужив у Христа наслідити світло, що ніколи не заходить".
Закінчив життя в затворі.
Його нетлінні мощі знаходяться в Дальніх печерах, біля мощей Мартирія Затвірника та Руфа Затвірника.

В акафісті всім Печерським преподобним про нього сказано: 
|  | «Радуйся, Піоре, бо пристрасті тілесні ти вогнем стримання попалив. |

## Іконографія
На зображеннях Собору Києво-Печерських святих святий представлений, як правило, в правій групі в 6-у ряді, в чернечому вбранні, справа від Анатолія Затвірника, в ряду іноків, які спочивають у Дальніх печерах.

## Пам'ять
Пам’ять преподобного Піора вшановується в Сиропусну суботу.